# Адам Обрубанський
Адам Юзеф Обрубанський (пол. Adam Józef Obrubański; нар. 28 грудня 1892, Копичинці, Австро-Угорщина — пом. травень 1940, Відень, Австрія) — доктор права, футболіст (нападник), міжнародний арбітр, тренер, журналіст, поручник піхотний Війська Польського.

## Життєпис
Адам Обрубанський народився 28 грудня 1892 року в Копичинцях у родині Леона та Ванди. Звання доктора права здобув у Ягеллонському університеті в Кракові.
Влітку 1921 року став командиром жандармського взводу «Кобрин». У 1922 році переведений до резерву з призначенням до 4-ї ескадри жандармерії в Лодзі. У 1923–1924 роках — офіцер резерву 75-го піхотного полку в Крулевській Гуті.
У 1934 році, як старший лейтенант з 1 червня 1919 року на 464-ій позиції в офіцерському корпусі масового ополчення піхоти перебував у записах Додаткового командування Краківського повіту. Його призначили до Окружного офіцерського штабу № V.
Під час вересневої кампанії 1939 року схоплений радянськими військами. Перебував у Козельському таборі. Навесні 1940 року його вбили співробітники НКВС у Катині, де й поховали. З 28 липня 2000 року його поховано на польському військовому кладовищі в Катині.
5 жовтня 2007 року міністр національної оборони Александер Щиґло присвоїв йому посмертно звання капітана. Акція була оголошена 9 листопада 2007 року у Варшаві під час церемонії «Ми пам’ятаємо Катинь — Вшануймо пам’ять героїв».

### Футбольна кар'єра
У 1914 році перейшов з «АЗС Краків» до «Вісли» (Краків). З перервою виступав за команду до 1924 році, окрім «Вісли» захищав кольори також і ЛКС (Лодзь). У 1923 році у футболці «Білої зірки» став срібним призером національного чемпіонату. Після завершення професіональної кар'єри продовжував працювати в «Віслі». Ще в 1920—1922 роках виконував роль граючого першого тренера у ЛКС (Лодзь). Найбільшим успіхом Адама на вище вказаній посаді стала участь команди у першій фінальній частині чемпіонату Польщі.
Обрубанський був капітаном профспілки, тобто «де-факто» тренером національної збірної. На вище вказаній посаді працював у 1922—1924 роках. 
У 1924 році став першим поляком, який судив міжнародний матч (у Будапешті, Угорщина - Австрія). У 1924–1925 роках перебував серед списку арбітрів ФІФА. Окрім цього, у 1927 році обслуговував матчі першого розіграшу польського чемпіонату.
Окрім спортивної діяльності, Адам Обрубанський також займався журналістикою (писав статті для «Ilustrowany Kuryer Codzienny»). Він також був співробітником військової контррозвідки.
Також став автором розділу «Спорт» у публікації під назвою «10-та річниця Відродженої Польщі. Пам’ятна книга 1918–1928».